# Louis-Auguste Lansier
Louis-Auguste Lansier est un homme politique français, né en 1767 au sein d'une famille bourgeoise et mort à La Roche-sur-Yon le 7 mars 1818.

## Biographie
Son père étant homme de loi, Louis-Auguste Lansier suit des études de droit. Après son mariage avec Marie-Anne Cailler, yonnaise, il s'installe à La Roche-sur-Yon. Partisan modéré des idées modernes, il dirige la ville de 1789 à 1790.
En mars 1793, les Vendéens se révoltent, c'est le début de la guerre de Vendée. La ville de la Roche-sur-Yon est prise par les vendéens le 14 mars 1793. Pendant ces années de guerre civile, Louis-Auguste Lansier est obligé de se cacher.  Au retour de la paix, il est nommé juge de paix. En 1801, il est élu maire de la Roche-sur-Yon et restera à ce poste jusqu'en décembre 1812. Il redirige la ville pendant les Cent-Jours alors que la Vendée est à nouveau en ébullition.